# Pimpinella tripartita
Pimpinella tripartita là một loài thực vật có hoa trong họ Hoa tán. Loài này được Kalen. miêu tả khoa học đầu tiên.